# Stipa barbata
Stipa barbata es una especie de planta perenne herbácea nativa del sur de Europa, norte de África y el este de la cuenca mediterránea, y zonas templadas de Asia.

## Descripción
La planta es un tussok con cañas que alcanzan un tamaño de 30 a 60 cm de largo, las
láminas foliares son flexuosas, filiformes, conduplicadas o involucionadas, de  15-30 cm de largo por 1-2 mm de ancho.

## Taxonomía
Stipa barbata fue descrita por René Louiche Desfontaines y publicado en Flora Atlantica 1: 97, t. 27. 1798.
Etimología
Stipa: nombre genérico que deriva del griego stupe (estopa, estopa) o stuppeion (fibra), aludiendo a las aristas plumosas de las especies euroasiáticas, o (más probablemente) a la fibra obtenida de pastos de esparto.
barbata: epíteto latíno que significa "con barba".
Sinonimia
- Stipa alba F.M.Vázquez & S.Ramos
- Stipa barbata subsp. brevipila (Coss. & Durieu) F.M.Vazquez & Devesa
- Stipa barbata var. brevipila Coss. & Durieu
- Stipa barbata var. calatajeronensis (Tineo ex Arcang.) Richt.
- Stipa barbata var. hispanica Trin. & Rupr.
- Stipa calatajeronensis Tineo ex Arcang.
- Stipa intermedia Schtegl. ex Roshev.
- Stipa paleacea Vahl
- Stipa pennatiformis Fig. & De Not.
- Stipa plumosa Pourr. ex Willk. & Lange
- Stipa stapfii Roshev.[4][5]